# Love, in Itself
Love, in Itself – singel grupy Depeche Mode promujący album Construction Time Again. Nagrań live dokonano podczas siedemnastego koncertu trasy Broken Frame Tour w Hammersmith Odeon w Londynie (Wielka Brytania) – 25 października 1982.

## Wydany w krajach
- Australia (7")
- Belgia (CD)
- Brazylia (CD)
- Filipiny (7")
- Francja (7", 12", MC, CD)
- Grecja (7")
- Hiszpania (7", 12")
- Japonia (7")
- Kanada (7", 12")
- Niemcy (7", 12", CD)
- RPA (7")
- Szwecja (7")
- Unia Europejska (CD)
- USA (7", 12", CD)
- Wielka Brytania (7", 12", CD)
- Włochy (7", 12")

## Informacje
- Nagrano w The Garden Studios Londyn (Wielka Brytania) i Hansa Berlin (RFN)
- Produkcja Daniel Miller, Gareth Jones i Depeche Mode
- Remixowanie Daniel Miller, Gareth Jones i Depeche Mode
- Teksty i muzyka Martin Lee Gore oraz Alan Wilder

## Twórcy
- David Gahan – wokale główne, sampler
- Alan Wilder – syntezator, fortepian, automat perkusyjny, chórki, sampler
- Andrew Fletcher – syntezator, chórki, sampler
- Martin Gore – syntezator, gitara akustyczna, chórki, sampler

## WydaniaMute
- 7 BONG 4 wydany 19 września 1983
  1. Love, in Itself·2 – 4:00
  2. Fools - 4:14

- 12 BONG 4 wydany kiedy
  1. Love, in Itself·3 – 7:15
  2. Fools (Bigger) – 7:39
  3. Love, in Itself·4 – 4:38

- L12 BONG 4 wydany kiedy
  1. Love, in Itself·2 – 4:00
  2. Just Can’t Get Enough (live) – 5:35
  3. A Photograph of You (live) – 3:21
  4. Shout! - 4:39
  5. Photographic - 3:56

- CD BONG 4 wydany 1991
  1. Love, in Itself·2 – 4:02
  2. Fools - 4:17
  3. Love, in Itself·3 – 7:17
  4. Fools (Bigger) – 7:39
  5. Love, in Itself·4 – 4:39